# Liste von Persönlichkeiten aus Viganello
Diese Liste enthält in Viganello geborene Persönlichkeiten und solche, die in Viganello ihren Wirkungskreis hatten, ohne dort geboren zu sein. Die Liste erhebt keinen Anspruch auf Vollständigkeit.

## Persönlichkeiten
(Sortierung nach Geburtsjahr)

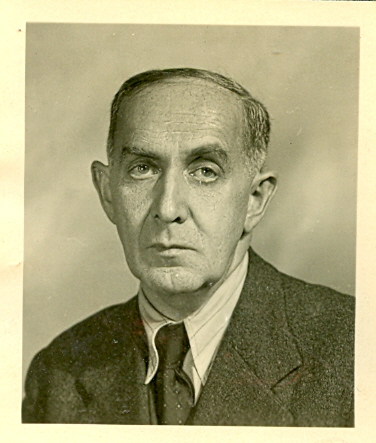
Fritz Bondy (Passfoto, 1942)

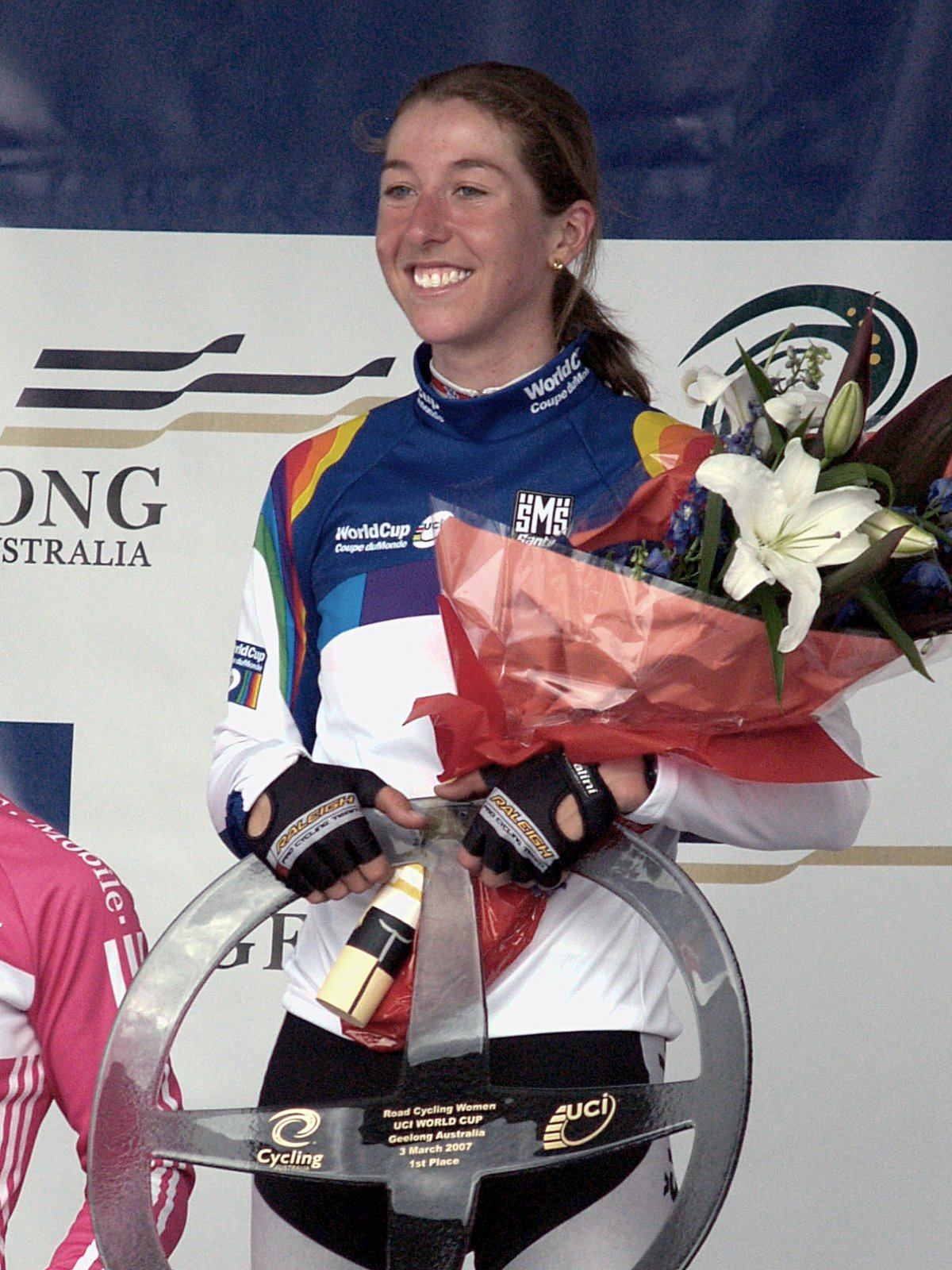
Nicole Cooke

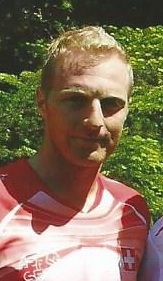
Marco Padalino

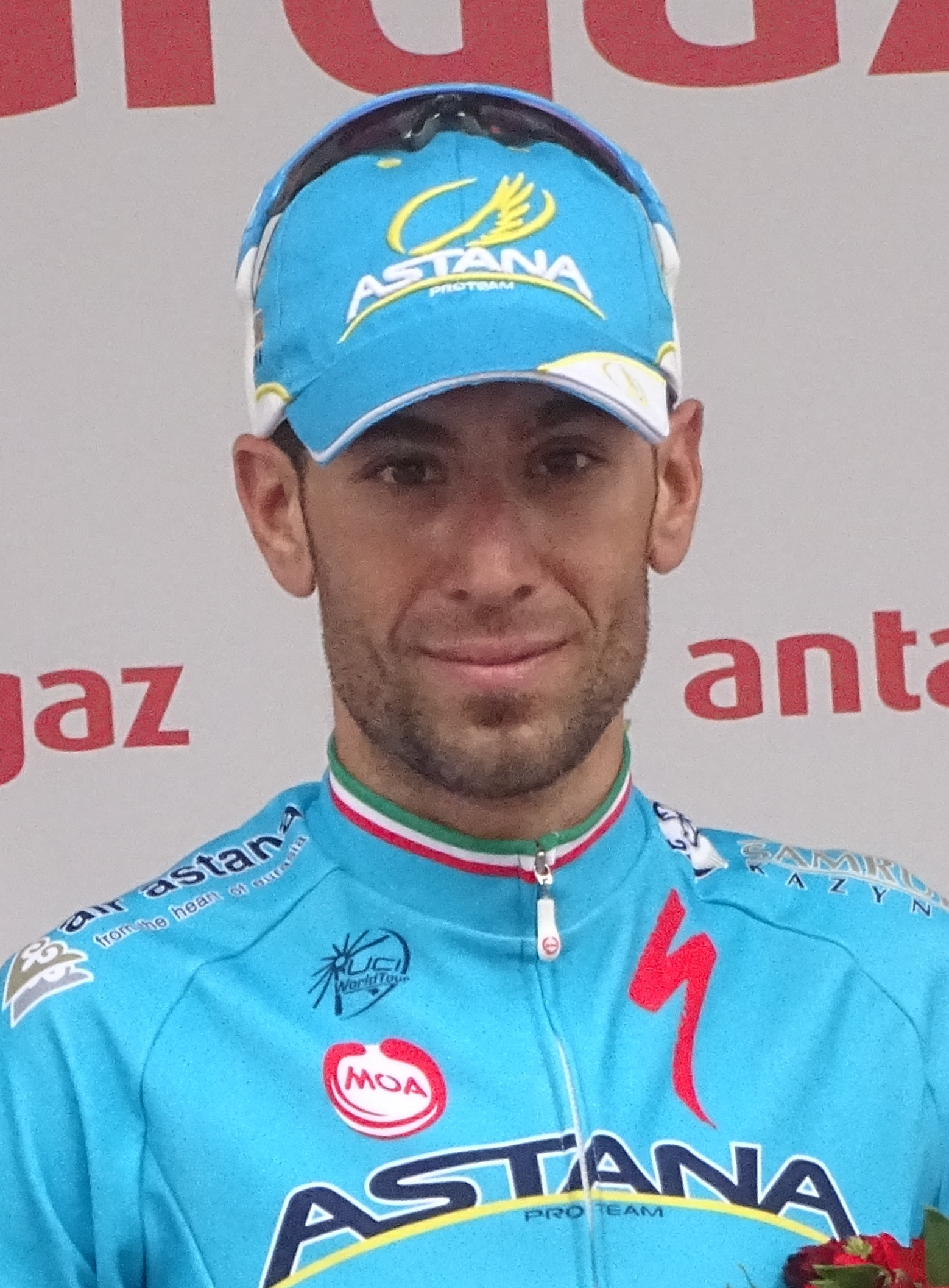
Vincenzo Nibali

- Giovanni Grilenzoni (1796–1868), italienischer Politiker, Unternehmer, Graf wohnte in Viganello
- Alfred Cartier (* 11. August 1882 in Les Eaux-Vives; † 7. März 1959 in Viganello), Bankier und Fussballspieler[1]
- N. O. Scarpi alias Fritz Bondy, (1888–1980), Schriftsteller, Musikkritiker bei Radio Beromünster, Mitarbeit am Nebelspalter, Verfasser von Anekdote, Übersetzer[2]
- Ernest Hauser (Maler) (* 26. Februar 1897 in Paris; † 21. Oktober 1970 in Viganello), Maler, Glasmaler[3]
- Mario Bernasconi (Bildhauer) (* 13. Februar 1899 in Pazzallo; † 19. März 1963 in Viganello), Bildhauer schuf Büsten, plastische Dekoration, Brunnen und Grabmäler. Er war Ehemann von Irma Bernasconi-Pannes[4]
- Gianbattista Lepori (* 8. Februar 1900 in Lugano; † 31. Januar 1981 in Viganello), Maler schuf Tempera, Aquarell und Tessiner Landschaften[5]
- Battista Beretta-Piccoli (* 23. November 1902 in Viganello; † 6. September 1955 in Giornico), Industrieller, Gemeindepräsident von Viganello[6]
- Ugo William Moglia (* 15. Oktober 1906 in Zürich; † 14. März 1997 in Viganello), Maler und Zeichner schuf Landschaften und Stillleben[7][8]
- Orlando Spreng (1908–1950), Schriftsteller, wohnte in Viganello
- Giuseppe De Checchi (* 21. März 1911 Aguirre de Santa Fé; † 19. Februar 1993 in Lugano), aus Viganello, Naiver Kunstmaler und Gärtner. Einzel- und Gruppenausstellungen seit 1969. Er schuf Landschaften, Gärten, florale und tierische Kompositionen[9]
- Vincenzo Vicari (* 19. April 1911 in Lugano; † 23. März 2007 in Viganello), Fotograf, Filmproduzent, Dozent an der Photographenschule von Lugano[10][11]
- Giulia Bonzanigo (* 14. Mai 1913 in Arzo; † 29. Juli 2009 in Viganello), Vizepräsidentin der Associazione Consumatrici della Svizzera Italiana (ACSI)[12]
- Giuseppe Meier (* 7. September 1919 in Fislisbach; † 19. Februar 2012 in Viganello), Priester, Redemptorist, Pfarrer von Viganello[13]
- Guglielmo Volonterio (* 26. Mai 1926 in Mailand; † 6. Februar 2019 in Viganello), aus Locarno, Journalist, Filmkritiker für die Zeitung Corriere del Ticino, Schriftsteller und Essayist[14][15]
- Clementina Sganzini (1927–2016), Anwältin, Richterin des Appellationsgericht des Kantons Tessin wohnte in Viganello
- Rosa Risi (* um 1924), Sekundarlehrerin, ehemalige Direktorin des Gymnasiums von Viganello (seit 1965)[16]
- Emilio Rissone (1933–2017), Glasmaler, Zeichner, Grafiker, Illustrator und Dozent. Er schuf Angewandte Kunst, Arbeiten in und auf Glas
- Rosa Robbi (* in Silvaplana), Sekundarlehrerin im Gymnasium von Viganello, Filmkritikerin, Vizepräsidentin der Schulfilmzentrale, Stiftung des Schweizer Schul- und Volkskino Bern[17]
- Piero Bistoletti (* 18. April 1941 in Lugano), Feinoptiker,  Chordirigent[18]
- Raffaele Peduzzi (* 9. April 1942 in Airolo), heimatberechtigt in Isorno, Patrizier von Airolo, Doktor der Biologie, Gründer und Direktor des Centro Biologia Alpina bei Piora, Leiter des kantonale Instituts für Mikrobiologie in Bellinzona, Professor für Mikrobiologie an der Universität Genf, Ehrenbürger von Quinto[19][20]
- Silvano Gilardoni (* 5. August 1943 in Locarno; † 10. Januar 2009 in Lugano), Gymnasiallehrer am Lyzeum Lugano 1, Historiker, Redakteur des Archivio Storico Ticinese, Mitglied der Coscienza svizzera, er wohnte in Viganello, via dei Patrizi[21][22]
- Aurelio Buletti (1946–2023), Sekundarlehrer in der Mittelschule von Viganello, Dichter, Schriftsteller (Schillerpreis 1984 und 2006), er wohnte in Viganello
- Claudio Zali (1961), Rechtsanwalt, Politiker (Lega), Tessiner Staatsrat
- Claudio Pontiggia (1963), Hornist, Komponist, Dirigent
- Toni Esposito (1972), ehemaliger schweizerisch-italienischer Fussballspieler, Journalist
- Elia Buletti (* 31. Januar 1974 in Viganello), Sohn von Aurelio, Musiker un Dichter, wohnt in Berlin[23]
- Nicole Cooke (1983), ehemalige britische Radrennfahrerin
- Marco Padalino (1983), Fussballspieler
- Vincenzo Nibali (1984), Radrennfahrer